# Fauvillers
Fauvillers [fovile] (en wallon Faiviè, en luxembourgeois Fäteler/Fauschteler) est une commune francophone de Belgique située en Wallonie dans la province de Luxembourg, ainsi qu’une localité où siège son administration. Situé au cœur de la forêt d'Anlier, le village est le bourg le plus important du Parc naturel de la Haute-Sûre.

## Toponymie
Attesté sous les formes anciennes Flitvilar VIIe siècle, Fauiler 1184.
Du gallo-roman VILLARE « dépendance du domaine rural » qui a donné selon les dialectes romans et les régions -viller(s), -villier(s), -villar, -willer et en allemand -weiler.
Le premier élément est, comme dans la plupart des cas, un anthroponyme germanique. La forme allemande postule Feido ou Feito, vraisemblablement le nom du propriétaire d'un domaine agricole d'origine germanique à l'époque romaine. Fauvillers serait donc par conséquent le "domaine/la villa de Feido". De la même manière, le village de Honville serait le "domaine de Huno".
Une toponymie alternative estime que Fauvillers viendrait plutôt de fagus, le hêtre. Fauvillers signifierait alors "la ville du hêtre".

## Géographie
La partie orientale de la commune, bien que située en Ardenne comme le reste de la commune, fait également partie du Pays d'Arlon, région où la langue vernaculaire traditionnelle est le luxembourgeois.

### Localités
La commune de Fauvillers compte trois sections et plusieurs hameaux.

#### Sections
| # | Nom        | Superf. (km²) | Habitants (2020) | Habitants par km² | Code INS |
| - | ---------- | ------------- | ---------------- | ----------------- | -------- |
| 1 | Fauvillers | 28,60         | 1.031            | 36                | 82009A   |
| 2 | Tintange   | 18,24         | 363              | 20                | 82009B   |
| 3 | Hollange   | 27,97         | 925              | 33                | 82009C   |

#### Villages et hameaux
- Fauvillers (siège) : Bodange, Hotte, Menufontaine, Wisembach
- Hollange : Burnon, Honville, Malmaison, Sainlez, Strainchamps
- Tintange : Œil, Romeldange (hameau abandonné), Warnach

### Communes limitrophes
La commune est délimitée à l’est par la frontière luxembourgeoise qui la sépare du canton de Redange.
| Vaux-sur-Sûre |            | Bastogne           |
|               | Fauvillers | Boulaide Rambrouch |
| Léglise       |            | Martelange         |

## Démographie

### Évolution démographique avant la fusion de 1977
- Source: DGS, 1831 à 1970=recensements population, 1976= habitants au 31 décembre

### Évolution démographique de la commune fusionnée
En tenant compte des anciennes communes entraînées dans la fusion de communes de 1977, on peut dresser l'évolution suivante :
Les chiffres des années 1831 à 1970 tiennent compte des chiffres des anciennes communes fusionnées.
- Source: DGS , de 1831 à 1981=recensements population; à partir de 1990 = nombre d'habitants chaque 1 janvier[7]

## Histoire
L'occupation humaine de Fauvillers date vraisemblablement du néolithique, quoique peu de traces en sont conservées. Un bijou en or datant de l'âge du bronze a été retrouvé dans une tombe.

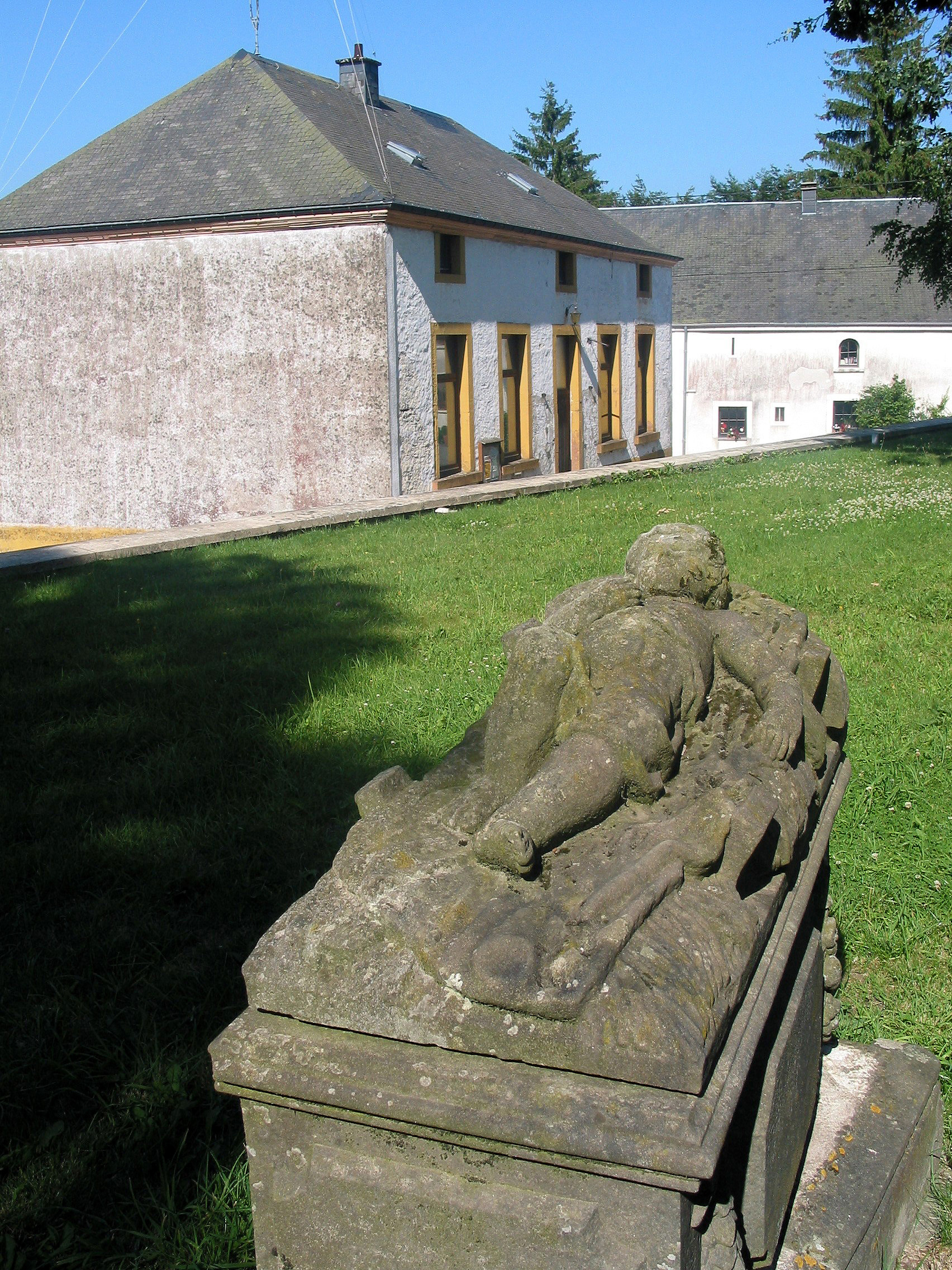
Monument funéraire dans le cimetière de Fauvillers.

Fauvillers est situé sur la voie romaine reliant Orolaunum (Arlon) à Civitas Tungrorum (Tongres), un des principaux axes de communication du nord de l'empire romain. Cette voie était protégée par plusieurs constructions de défense sur le territoire de Fauvillers, notamment une tour à Warnach et abritait plusieurs domaines agricoles (villa rustica) et petits villages, ainsi que l'ensemble de leurs dépendances (écuries, greniers, étables, magasins, moulins, etc.). Des fouilles menées en 1872 dans une ferme de Fauvillers ont permis de découvrir d'importants restes, dont une statuette en grès de la déesse Fortuna. Un aqueduc souterrain était également présent sur le territoire communal.
Au Moyen Âge, plusieurs châteaux et villages sont attestés sur le territoire communal, notamment à Bodange. A partir de 1408, une famille habitant le château prend le nom de "de Bodange". Le domaine passe ensuite dans les mains de plusieurs familles avant d'être vendu par le dernier seigneur de Bodange, Jean-Baptiste de Gerlache en 1801. Une partie importante de la commune est également dépendante des autorités ecclésiales. En 1184, Fauvillers est une terre franche qui dépend en partie de l'abbaye de Saint-Hubert. En 1469, le village compte 26 maisons, dont 18 relèvent de la municipalité de Hotte et de la prévôté de Bastogne, et 8 de la mairie de Martelange et de la prévôté d'Arlon.
Durant la Seconde Guerre mondiale, le 10 mai 1940, jour du déclenchement de l'offensive de l'Allemagne à l'ouest, Fauvillers est prise par les Allemands du III./Infanterie-Regiment Grossdeutschland, troupes aéroportées qui avaient pour objectif (opération Niwi) de faciliter la progression de la 1re Panzerdivision lors du passage de la frontière belgo-luxembourgeoise, ce à quoi elles échouent du fait du temps passé à atteindre ses objectifs.

## Politique et administration

### Conseil et collège communal 2024-2030
Ci-dessous, le tableau des résultats des élections communales de 2024.
| Parti | Parti                    | Voix (2024) | Voix (2018) | % (2024) | % (2018) | +/-   | Sièges | +/- | Collège |
| ----- | ------------------------ | ----------- | ----------- | -------- | -------- | ----- | ------ | --- | ------- |
|       | Construire avec vous     | 874         | -           | 55,35%   | -        | 0.0 % | 7 / 11 | 7.0 | Oui     |
|       | ENSEMBLE pour Fauvillers | 587         | -           | 37,18%   | -        | 0.0 % | 4 / 11 | 4.0 | Non     |
|       | ENERGIES CITOYENNES      | 118         | -           | 7,47%    | -        | 0.0 % | 0 / 11 | 0.0 | Non     |
|       | Fauvillers Demain        | -           | 931         | -        | 61,21%   | 0.0 % | - / 11 | 8.0 | Non     |
|       | Alt-Citoyenne            | -           | 359         | -        | 23,60%   | 0.0 % | - / 11 | 2.0 | Non     |
|       | LE RENOUVEAU             | -           | 231         | -        | 15,19%   | 0.0 % | - / 11 | 1.0 | Non     |
| Total | Total                    | 1 579       | 1 521       | 100 %    | 100 %    |       | 11     |     |         |

| Collège communal  |                       |                                    |
| ----------------- | --------------------- | ---------------------------------- |
| Bourgmestre       | Geoffrey Chetter      | Les Engagés - Construire avec vous |
| 1er Échevine      | Sylvie Toussaint      | Les Engagés - Construire avec vous |
| 2e Échevin        | Jean-Philippe Georges | MR - Construire avec vous          |
| 3e Échevin        | Julien Schockmel      | Construire avec vous               |
| Président du CPAS | Laurent Verhulst      | Construire avec vous               |

### Liste des bourgmestres depuis 1830
- René Georges (1976-1988).
- Roger Mertes (1988-2000).
- Bernadette Moinet (2000-2012).
- Nicolas Stilmant (2012-2024).
- Geoffrey Chetter (2024-aujourd'hui).

### Sécurité et secours
La commune fait partie de la zone de police Centre Ardenne pour les services de police, ainsi que de la zone de secours Luxembourg pour les services de pompiers. Le numéro d'appel unique pour ces services est le 112.

## Patrimoine et culture

### Patrimoine architectural
- L’église du Sacré-Cœur[11].
- Trois monuments funéraires exceptionnels, dans le cimetière (désaffecté) du village (à côté de l’église).
- Voir le patrimoine immobilier classé.

## Économie

### Transports
La commune est notamment desservie le long de la N4 par la ligne de bus 1011 Liège - Bastogne - Arlon - Athus.